# Норт-Клівленд (Техас)
Норт-Клівленд (англ. North Cleveland) — місто (англ. city) в США, в окрузі Ліберті штату Техас. Населення — 225 осіб (2020).

## Географія
Норт-Клівленд розташований за координатами 30°21′45″ пн. ш. 95°6′4″ зх. д. / 30.36250° пн. ш. 95.10111° зх. д. (30.362537, -95.101029).  За даними Бюро перепису населення США в 2010 році місто мало площу 5,00 км², з яких 4,93 км² — суходіл та 0,07 км² — водойми.

## Демографія
Згідно з переписом 2010 року, у місті мешкало 247 осіб у 89 домогосподарствах у складі 60 родин. Густота населення становила 49 осіб/км².  Було 94 помешкання (19/км²).
Расовий склад населення:
| - 73,3 % — білих - 3,6 % — чорних або афроамериканців - 0,8 % — азіатів - 0,4 % — корінних американців - 18,6 % — осіб інших рас |

До двох чи більше рас належало 3,2 %. Частка іспаномовних становила 25,9 % від усіх жителів.
За віковим діапазоном населення розподілялося таким чином: 23,1 % — особи молодші 18 років, 55,8 % — особи у віці 18—64 років, 21,1 % — особи у віці 65 років та старші. Медіана віку мешканця становила 37,5 року. На 100 осіб жіночої статі у місті припадало 88,5 чоловіків;  на 100 жінок у віці від 18 років та старших — 86,3 чоловіків також старших 18 років.
Середній дохід на одне домашнє господарство  становив 58 476 доларів США (медіана — 30 625), а середній дохід на одну сім'ю — 81 534 долари (медіана — 38 036). За межею бідності перебувало 22,7 % осіб, у тому числі 35,7 % дітей у віці до 18 років та 21,2 % осіб у віці 65 років та старших.
Цивільне працевлаштоване населення становило 69 осіб. Основні галузі зайнятості: транспорт — 33,3 %, роздрібна торгівля — 13,0 %, будівництво — 11,6 %.